# Жан Белет
Жан Белет (енгл. Jean Bellette; Хобарт, 25. март 1908 — Палма де Маљорка, 16. март 1991), повремено Жан Хафлигер (енгл. Jean Haefliger), била је аустралијска уметница.
Као модернистичка сликарка била је утицајна у уметничким круговима Сиднеја средином двадесетог века. Често је сликала сцене под утицајем античких трагедија Еурипида и Софокла и епова Хомера. Једина је жена која је више пута освојила Сулманову награду, 1942. са филмом За ким звоно звони и 1944. са сликом Ifigenija na Tauridi.
Помогла је у оснивању Блејкове награде за верску уметност и била је њен инаугурациони судија.

## Рани живот
Рођена је у Хобарту 25. марта 1908. и одрасла је као једино дете у руралној Тасманији са мајком уметницом и оцем управником поште. У почетку је била ученица локалне англиканске школе у Делорејну, а са тринаест година је послата у интернат у Хобарту. Студирала је на Техничком факултету.
Похађала је уметничку школу Џулијан Ештон у Сиднеју. Наставница јој је била Теа Проктор, а колеге Џон Пасмор и Квинтон Тидсвел. Њени цртежи и акварели приказани на студентској уметничкој изложби 1934. године изазвали су позитивне коментаре ликовног критичара за The Sydney Morning Herald.
У уметничкој школи је упознала Пола Хефлигера за кога се удала 1935. Следеће године су отпутовали у Европу, где је студирала на Вестминстерској школи уметности. Тамо су јој предавали фигуративни сликари Бернард Менински и Марк Гертлер. Године 1938. је, заједно са супругом, студирала цртање на Академији у Паризу.

## Каријера

### Аустралија
Белет и Хафлигер су се вратили у Аустралију непосредно пре избијања Другог светског рата. Убрзо након доласка, одржала је изложбу у сиднејској галерији. Заједно су постали утицајни чланови сиднејске уметничке групе и модернизма. Поред њих, чланови су били Вилијам Добел и Расел Дрисдејл. Белет је сликала и одржавала редовне изложбе – самосталне сваке друге године и групне сваке године. Њен супруг је деценију и по био уметнички критичар за The Sydney Morning Herald.
Године 1942. је освојила Сулманову награду са филмом За ким звоно звони, као и 1944. са сликом Ifigenija na Tauridi, инспирисаном Еурипидовом игром. Композиција је смештена на отворени пејзаж са неколико јахача на коњима чији изглед сугерише „аустралијску садашњост, а не грчку антику”. Судија који је додељивао награду је преферирао њену другу слику на којој је приказана Електра, која је такође истакнута у грчкој трагедији, али није испунила захтеве за величину. Обе слике представљају дела које је створила 1940-их, а која су инспирисана трагедијама Еурипида, Софокла и Хомера. Њен избор теме и приступа довели су је у сукоб са модернизмом, чинило се да избегава експлицитне везе између класичног и аустралијског. Закључила је да је радије бирала своју палету и просторне аранжмане својих композиција како би дочарала атмосферу места. Критичари су идентификовали утицај европских модерниста Аристида Мајола и Ђорђа де Кирика, као и италијанских раних ренесанских сликара Мазача и Пјера дела Франческа, о којима је и писала чланке у часопису Art in Australia.
Најизразитија карактеристика њеног уметниковог рада био је избор класичних тема. Године 1946. њене слике су окачене на најмање четири одвојене изложбе. Рецензенти су коментарисали њену синтезу „импулзивности романтизма и промишљености класицизма” и њен „романтично класичан” приступ. Углавном је добијала позитивне критике, али и неутралне због одабира формуле у свом раду и његовог понављања. Године 1947. се одлучила за теме изван конвенционалног сликарства тако што је креирала дизајн текстила „Митови и легенде”, а 1948. сценографију за продукцију Шекспировог Перикла. Њена маштовитост је добро оцењена, иако глума није.
Иако поново није освојила Сулманову награду, успех су представљали радови окачени на том такмичењу у многим приликама, укључујући емисије из 1946, 1947, 1948. и 1950. године. Касније се поново посветила сликању класичних сцена, а око 1950. је произвела дело Chorus without Iphigenia које је купљено од Националне галерије Аустралије 1976. Ова слика у уљу приказује пет фигура „позираних као статуе у живописној слици, [и које] поседују неку врсту еротске енергије”. Ени Греј, кустос Националне галерије, тумачила је сцену коју је одабрала Белет:
„Иако се на овој слици ништа не дешава, фигуре се повезују са трагедијом, смрћу и тугом, са класичном референцом у наслову слике. Ифигенија је дала живот за своју земљу када је то тражила богиња Артемида у замену за ветрове како би грчки бродови могли да отплове до Троје. Белетинова меланхолична слика приказује Ифигенине пријатеље који оплакују њену смрт”.
Године 1951. била је друга на Комонвелт јубиларном уметничком такмичењу, иза Џефри Смарта. Следеће године је победила на такмичарској изложби коју је спонзорисао Метро-Голдвин-Мејер, са Girl With Still Life.

Иако Хефлигер никада није критиковао њене изложбе, други су се повремено укључивали да то ураде. Описујући њену изложбу 1950. године један критичар ју је сматрао „једном од најстимулативнијих и освежавајућих уметника који су виђени у галерији дуго времена”, као и да „слика снажном, мрачном палетом, њене форме су обликоване великом одлуком”. Две године касније исти критичар је присуствовао још једној њеној самосталној изложби у Сиднеју, када је изјавио:
„Једна је од ретких аустралијских уметника овде који комбинују чврсту технику са осетљивом и богатом емоцијом. У неким од светлијих пејзажа на овој изложби, изгледа да госпођица Белет покушава да реши неке од посебних потешкоћа. Јасна, јака светлост има тенденцију да изравна форму и избели боју, проблем који не подлеже драматичним тензијама и мрачним расположењима која су карактеристични за њен рад. То захтева хладнији и непристраснији приступ. Али када пронађе пејзаже по свом укусу, као што су кршевита брда и облаци у облику буба, земља која се распада у ерозији или бодљикава пустош она њима рукује са великом вештином и ефикасношћу. Њени цртежи фигура су одлучно нацртани и чврсто моделовани. Девојке имају замишљено достојанство као да размишљају о теретима и безрадости будућности коју ће провести као каријатиде. Мртва природа и ентеријер су задивљујући у формалној организацији, боје су мрачне, али богате”.
Отприлике у то време, Белет је одржала представу у Мелбурну која је укључивала црно-беле студије пејзажа, као и неке од њених класичних грчких предмета. Арнолд Шор, ликовни критичар The Argus-а, упоредио је контраст између две групе радова. Сматрао је да један од пејзажа „пева срцем својим љупким тоном, шаром и осећајем места”. Пејзажи и нека друга дела „постижу у свом најбољем стању стандард који се само нејасно сугерише када се сликарка превише бавила тежњом за новим третманом античких грчких идеала”.
Њене слике су биле међу сликама дванаест аустралијских уметника укључених на изложбу Уметничког савета Велике Британије 1953. у Лондону, пет регионалних британских градова и на Бијеналу у Венецији. Била је једна од две представљене жене, друга је била Констанс Стокс. Као и за Сулманову награду, њена дела су биле класичне тематике: Electra (1944) и Oedipus (1945). Председавајући Уметничког савета Кенет Кларк био је разочаран одговором британских критичара на изложбу, а њихов фокус на тему националности мало је обраћао пажњу на Белетова дела и неколико других.
Белет и Хафлигер, поред тога што су проводили време у уметничкој заједници у Сиднеју, 1954. године су купили викендицу у Хил Енду, старом рударском селу у централном Новом Јужном Велсу. Додали су студио који је постао место за друштвена окупљања и уметничке подухвате колега из сиднејског круга, међу којима су били Маргарет Оли, Џон Олсен, Дејвид Едгар Стракан и Доналд Френд. Ово окупљање уметника се понекад називало Hill End Group, познато по пејзажној уметности. Белет је била позната по својим класичним темама и мртвој природи, које су критичари покушавали да уклопе у своје разумевање Hill End Group. Ипак, неколико слика мртве природе из овог периода налази се у јавним збиркама, укључујући Still Life with Fish (1954) у Тасманском музеју и уметничкој галерији и Still life with wooden bowl (око 1954) у Уметничкој галерији Новог Јужног Велса. Ове слике су често приказиване јаким бојама, што је такође понекад била карактеристика ранијих радова које би критичари приметили.
Белет и Хафлигер су дуги низ година били неформални организатори сиднејске уметничке заједнице. Године 1955. је Белет помогла у оснивању Блејкове награде за верску уметност и била је њен инаугурациони судија.

### Мајорка
Године 1957. Хафлигерова ванбрачна афера, која је трајала више од једне деценије, дошла је до краја. Белет и Хафлигер су напустили Аустралију у намери да се разведу, али су се помирили. После годину дана у Паризу настанили су се на Мајорци, живећи прво у Деји пре него што су купили кућу у засеоку Кан Баксу. Белет је сликала пејзаже и мртву природу који су одражавали шпански утицај, што је илустровано у Spells for Planting (1964). Ово дело је набавила Уметничка галерија Новог Јужног Велса исте године када је била изложена у Мелбурну, на једној од бројних изложби на којима је Белет учествовала у Аустралији током 1960-их. Година када се преселила на Мајорку била је последња у којој је излагала радове ван Аустралије. Са супругом ју је посетила 1970. и 1975, а самостално 1983. Исте године је постала „проматрач” локалне уметничке сцене, делимично због транзиције у аустралијској уметности која је укључивала успон апстрактног експресионизма, снажан утицај малог броја галериста и дискриминацију жена која је достигла „рекордни ниво”. Упркос томе, успела је да обезбеди неке изложбе у Сиднеју и Мелбурну. Ове ретке изложбе критичари су примили веома позитивно. Када је њен рад окачен у галерији Јужна Јара 1964. Бернард Смит, истакнути историчар уметности и критичар, изјавио је у својој рецензији за The Age да не може да се сети изложбе у Мелбурну овог квалитета откако је почео да пише ту колумну. Рецензирајући њену изложбу из 1966. у Сиднеју, критичар Herald је сматрао да је то њена „способност да комбинује мирну лепоту форме свог вољеног класицизма, садржаја са мрачним романтичним духом који јој је донео тако почасно место у аустралијском сликарству... древност природе и човекове конструкције који истражују суптилним, моћним испитивањем”. Године 1971. критичар из Мелбурна, Алан Мекалок, сматрао је да су њене класичне композиције биле најуспешније: „На овим сликама постоји бесконачна нежност и бескрајна туга. Јер иако су ови стеновити, засењени пејзажи испуњени духовима и нијансама древне цивилизације, они су такође чудни симболи данашњих тензија и трагедија”.
Белет и Хафлигер су до краја живота живели и радили на Мајорци, са периодичним путовањима у Италију. Њихови пријатељи, међу којима су Џефри Смарт и Џон Олсен, редовно су их посећивали у Европи. Године 1976. је Белет повредила ручни зглоб због чега су њене слике припремљене за тадашњу самосталну изложбу биле њене последње. Хафлигер је преминуо у марту 1982, а Белет је преживела рак дојке и мастектомију 1986. Преминула је 16. марта 1991.

## Наслеђе
Пре своје смрти, Белет је завештала колибу на Хил Енду Служби за националне паркове и дивље животиње (која управља историјским локалитетом Хил Енд), под условом да се користи као уточиште за уметнике. У ту сврху и данас наставља да ради. Од 2016. године је била једина жена која је више пута освојила Сулманову награду. Велики број њених радова се налази у Уметничкој галерији Новог Јужног Велса, Религиозној уметничкој галерији Батерст, Уметничкој галерији Јужне Аустралије, Уметничкој галерији Западне Аустралије, Уметничкој галерији Бендиго, Галерији Гелонг, Националној галерији Аустралије и Тасманијском музеју и уметничкој галерији. У периоду 2004—2005. одржана је велика ретроспективна изложба у њену част, у Регионалној уметничкој галерији Батерст, галерији С. Х. Ервин у Сиднеју, Музеју уметности Универзитета Квинсленд, Регионалној галерији Морнингтон Пенинсула и Галерији Дрил Хал у Канбери.
Аманда Бересфорд ју је описала као аустралијског „јединог правог модерног класицисту” и утицајну фигуру у покрету модерне уметности у Сиднеју средином двадесетог века. Историчарка уметности Џенин Берк ју је описала као „вођу послератног света уметности”, а кустос Музеја уметности Универзитета Квинсленд „претходном фигуром у визуелној уметности од 1930-их до њене смрти”. О њеним сликама мишљења се разликују, Бурк ју је описао као „вероватно најбољу сликарку” сиднејског круга. Историчар Џефри Датон није веровао у њен избор теме, али је похвалио њен стил, док је одбацио мање напоре њеног супруга. Историчар уметности и писац Саша Гришин имао је другачији поглед. Коментаришући њене слике грчких митолошких тема које су настале 1940-их, он је написао: „нису биле веома убедљиве као слике, нити дела која су имала посебан одјек у сиднејској или аустралијској уметности у то време”. Џон Пасмор и Белет су заједно студирали у Аустралији и Енглеској, путовали по Европи и излагали на групним изложбама. Био је веома критичан према њеном раду, док је Ивон Одет описао њене класичне радове као „мутне позе, веома лоше нацртане, а још лошије осликане, као неспретно колорисане”.